# Elwira Sergejewna Schatajewa
Elwira Sergejewna Schatajewa (russisch Эльвира Сергеевна Шатаева, auch als Elvira Shataeva transkribiert; geboren 1. Dezember 1938 in Moskau; gestorben 7. August 1974 im nördlichen Pamir) war eine russische Kletterin und Bergsteigerin, die eine Spezialistin im Mix-Gelände (Fels und Eis) war. Sie führte eine Reihe wesentlicher Besteigungen im Kaukasus und im Pamir durch. Für die Zeit ungewöhnlich war auch, dass Schatajewa viele Touren organisierte, an denen nur Frauen beteiligt waren. 1970 wurde sie mit der höchsten Ehrung für russische Bergsteiger ausgezeichnet.

## Leben
Schatajewa wurde in Moskau geboren und wuchs dort auf. Nach der Schule absolvierte sie die Hochschule der Künste, ebenfalls in Moskau. Sie arbeitete nach ihrer Ausbildung 1957 und 1958 in der Produzentenkooperative „8. März“. Sie war bereits sehr früh sportbegeistert und machte sich als Eisschnellläuferin einen Namen. Als sie eine Verletzung erlitt, wurde sie zur Erholung in den Kaukasus geschickt. Im dortigen Bergsteigercamp „Schelda“ entdeckte sie ihre Liebe zu den Bergen. Schatajewa wurde als herzliche und humorvolle Frau beschrieben, die allseits beliebt war. Sie war aber auch sehr ehrgeizig und konnte zu sich selbst unerbittlich in der Erreichung ihrer Ziele sein.
Sie lebte in Moskau und war verheiratet.

## Alpinistische Karriere
Im Alter von 24 Jahren wandte sich Schatajewa dem Klettern zu und wurde schnell eine gute Höhenbergsteigerin. Ab 1964 widmete sie sich intensiv dem Bergsteigen.
Ihr gelangen große Touren, wie etwa die Besteigung des Pik Schtschurowskowo (4259 m) oder die Überschreitung des Uschba (4710 m) im Kaukasus. Neben ihren Besteigungen arbeitete sie auch als Instruktorin im Bereich Alpinismus.
In den 1970er Jahren entschied sich Schatajewa vor allem in Frauenseilschaften zu klettern und einen weiblichen Stil am Berg zu fördern. Da sie eine hervorragende Sportlerin war, wurde ihr erlaubt, in den Westen zu reisen. Somit war sie in der Lage, an Treffen der RHM (Rendez-vous Hautes Montagnes), einer Vereinigung kletternder Frauen, in der Schweiz und in Österreich teilzunehmen.
Von da an organisierte Schatajewa reine Frauenteams, so für die Besteigung des Pik Korschenewskaja (7105 m) in Tadschikistan 1972 und die Überschreitung des doppelgipfeligen Uschba (4710 m) in Georgien 1973. Für die Besteigung des Pik Korschenewskaja erhielten die Teilnehmerinnen die „Medaille für herausragende sportliche Leistungen“.
1974 plante Schatajewa eine große Überschreitung am Pik Lenin (7134 m) (an der Grenze von Kirgisistan und Tadschikistan) im nördlichen Pamir mit einem reinen Frauenteam im Rahmen des ersten internationalen Bergsteigertreffens innerhalb der Sowjetunion. Zum Team zählten Ilsijar Muchamedowa, Walentina Fatejewa, Nina Wassiljewa, Irina Ljubimzewa, Tatjana Bardaschewa, Ljudmila Manscharowa und Galina Perechodjuk. Der Druck auf Schatajewa war groß, da Frauenbergsteigen immer noch kritisch gesehen wurde.
Am 5. August 1974 erreichte das Team den Gipfel und meldete sich per Funk im Basislager. Da das Team den Pik Lenin überschreiten wollte, übernachteten sie in Gipfelnähe. Nach einem ersten kurzen Abstieg am 6. August 1974 gelang es ihnen wegen des sich rapide verschlechternden Wetters nicht, sich in den Schnee einzugraben. Alle acht Bergsteigerinnen starben auf einer Höhe von etwa 7000 m bis zum Abend des 7. August 1974. Eine letzte Funknachricht stammte von 20:30 Uhr. Ob die Bergsteigerinnengruppe per Funk vor dem heraufziehenden Sturm gewarnt wurde, ließ sich nicht mehr verifizieren. Tatsache ist aber, dass die Gruppe relativ schlecht ausgerüstet war. Am 8. August 1974 fanden andere Bergsteiger beim Aufstieg sieben der Toten. Eine Woche später fand ein Team, zu dem Schatajewas Ehemann Wladimir zählte, die achte Tote.
Das Ereignis befeuerte die Kritiker des Frauenbergsteigens und erschwerte den Frauen in der Sowjetunion das selbstständige Bergsteigen.

## Auszeichnungen
- 18.12.1970 Meisterin des Alpinismus: höchste Auszeichnung im russischen Bergsport[4]
- 1972 Medaille für herausragende sportliche Leistungen